# ديفيد بيرتي
قالب:Infobox Rugbyman
دافيد بيرتي (من مواليد 11 يونيو 1970 في تولوز) لاعب اتحاد رغبي دولي فرنسي لعب بشكل رئيسي لصالح نادي ملعب تولوز، وهو النادي الذي فاز معه بدرع برينوس خمس مرات.
تدرب في مدرسة فرونتون للرغبي وفي سان جوري شمال تولوز، وانضم إلى ملعب تولوز في السابعة عشرة من عمره.